# Ejército micénico

El Mediterráneo oriental y Oriente Medio durante el (Grecia micénica en morado).

La naturaleza militar de la Grecia micénica (hacia 1600-1100 a. C.) en la Edad del Bronce Final es evidente por las numerosas armas desenterradas, por las representaciones de guerreros y combates en el arte de la época, así como por los textos conservados en escritura lineal B.
Los micénicos se expandieron por diferentes zonas del Mediterráneo estableciendo colonias y recorriendo rutas comerciales, lo que fue acompañado por el desarrollo de un poderoso ejército. La supervisión de la producción militar y la logística se realizaba directamente desde los centros palaciales. Las tácticas y las armas experimentaron una evolución a lo largo del tiempo para dotar al ejército de mayor maniobrabilidad y además aumentaron las fortificaciones e instalaciones defensivas. No obstante, estas medidas no lograron evitar el final definitivo de la civilización tras la destrucción que sufrieron sus asentamientos en el siglo XII a. C.
Este carácter militarista inspiró más tarde la tradición griega antigua, y especialmente las epopeyas de Homero, que se centran en la naturaleza heroica de la élite guerrera de la época micénica.

## Contexto
La civilización micénica fue la cultura que tuvo gran parte de la Grecia continental durante la Edad del Bronce reciente. Su extensión cronológica suele acotarse entre 1600 y 1100 a. C. La Grecia micénica estaba dividida en pequeños estados, controlados por reyes con poder religioso y quizás también militar y jurídico. Su nombre se debe a uno de sus principales centros políticos: Micenas. Los micénicos se expandieron, estableciendo colonias por el mar Egeo, Chipre, el Epiro,
 Macedonia, Asia Menor y el Levante mediterráneo, entre otros. El comercio en el Mediterráneo tenía un papel muy importante en la economía micénica. Los micénicos innovaron también en los campos de la ingeniería, arquitectura e infraestructura militar; esta última era controlada directamente desde los centros palaciales.

## Carácter militar

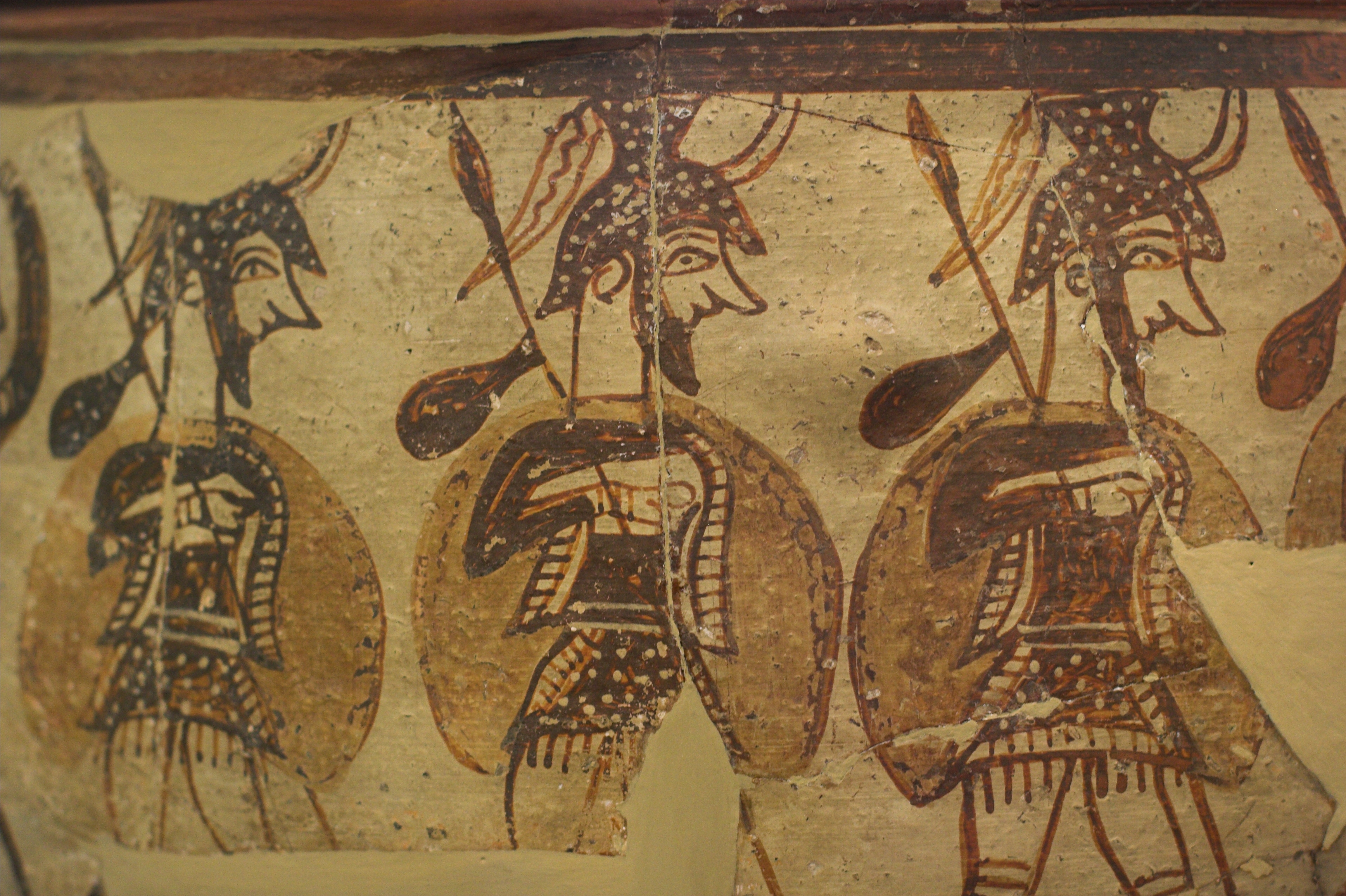
Vaso de los guerreros de Micenas (1200 a. C.) que representa a unos soldados en marcha.

La presencia de una aristocracia militar importante e influyente que se formó en la sociedad micénica ofrece una impresión abrumadora de un pueblo feroz y belicoso. Esta impresión de militarismo se ve reforzada por las fortificaciones erigidas a lo largo de la Grecia micénica, la gran cantidad y calidad de las armas recuperadas de las tumbas reales micénicas, las representaciones artísticas de escenas de guerra y la evidencia proporcionada por los textos en lineal B. Estas inscripciones ofrecen algunos detalles sobre la organización y actividades del ejército y demuestran que la producción militar y la logística fueron supervisadas por la autoridad central de los palacios micénicos.

### Información de las tablillas
La interpretación de algunos de los textos que proporcionan las tablillas de lineal B es en ocasiones problemática, dada la dificultad de identificar con claridad algunos significados. Con respecto a los cargos militares, se cree que el wa-na-ka, que suele identificarse como un rey, ostentaba el mando supremo de las tropas. Por otra parte, aparecen los ra-wa-ke-ta y los e-qe-ta, a los que algunos autores asignan también funciones militares, tal vez como auténticos jefes que decidían la estrategia del ejército y coordinaban las unidades. Hay tablillas que mencionan unidades denominadas o-ka, que podrían ser formaciones militares o naves de transporte. Otras contienen  inventarios de armamento —puntas de flecha, espadas, lanzas, jabalinas—, caballos y elementos que componían los carros de guerra. En lineal B hay numerosos ideogramas que sirven para designar armas. Según los archivos del palacio de Pilos, cada comunidad rural (los demos) estaba obligada a proporcionar un cierto número de hombres que tenían que servir en el ejército; un servicio similar también fue realizado por la aristocracia.
En unas tablillas de Pilos se describe cómo se repartía el bronce desde los palacios a los herreros que vivían en poblaciones diseminadas para que con esta aleación metálica forjaran puntas de flecha y de lanza, espadas y accesorios para embarcaciones. El cálculo de las cantidades descritas bastaban para fabricar 534 000 puntas de flecha o 1000 cascos de bronce, según se ha computado para más de una tonelada de bronce.
Las principales divinidades que parecen ser de naturaleza belicosa son Ares (Lineal B: A-re) y Atenea Potnia (Lineal B: A-ta-na Po-ti-ni-ja).

## Tácticas y evolución

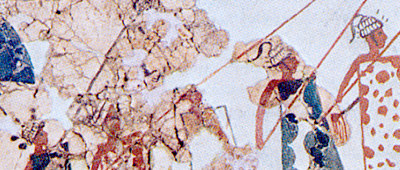
Fragmento de un fresco de Akrotiri que muestra un grupo de guerreros con grandes lanzas y escudos.

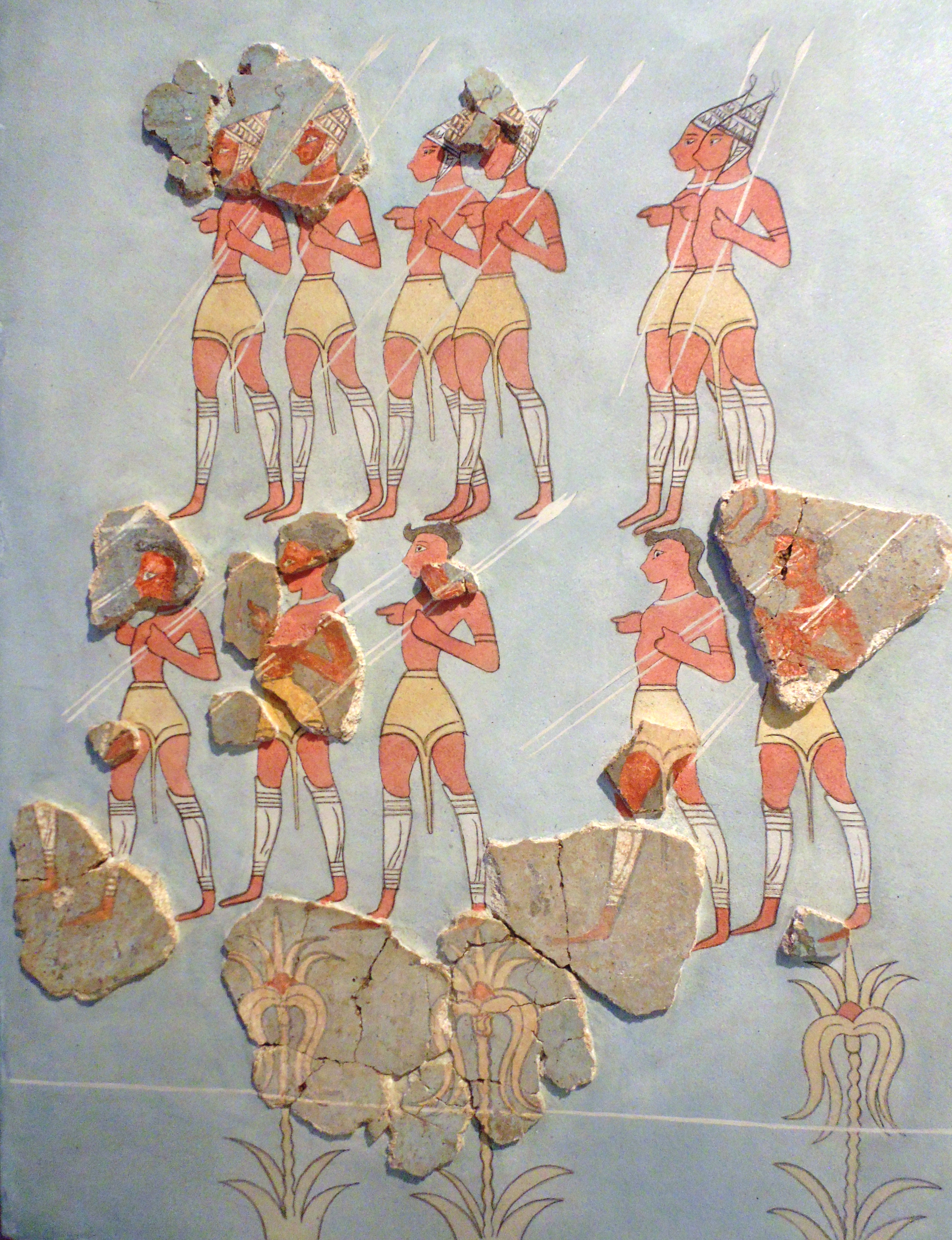
Fresco reconstruido que muestra una formación de guerreros micénicos, expuesto en el Museo Arqueológico de Tebas.

Los ejércitos micénicos compartieron varias características comunes con los de otros reinos significativos de la Edad del Bronce Final: inicialmente (entre los años 1600-1300 a. C. aproximadamente) se basaban en la infantería pesada, que llevaba picas, espadas, escudos grandes y, en algunas ocasiones, armaduras. Vestían únicamente un paño atado a la cintura o una especie de falda. No llevaban calzado. Probablemente combatirían en formaciones numerosas de varias líneas de profundidad con una estructura cerrada donde la capacidad ofensiva de las lanzas y la defensiva de los escudos habrían combatido con eficacia a tropas más ligeras.
Existía también una infantería ligera, compuesta por guerreros que llevaban armas arrojadizas o espadas. Los primeros combatían en formaciones menos rígidas que la infantería pesada y su principal función debía ser tratar de desorganizar a las líneas enemigas con proyectiles lanzados por hondas y arcos, sin llegar a la lucha cuerpo a cuerpo. Los que llevaban espadas debían ser especialmente útiles para combatir cuerpo a cuerpo en áreas montañosas, donde la infantería pesada tenía más dificultades.
Más tarde, en el siglo XIII a. C., el ejército experimentó cambios importantes en táctica y armamento, principalmente en la infantería pesada, cuyas unidades se volvieron más homogéneas y flexibles, con armas más pequeñas y ligeras. La lanza siguió siendo la principal arma entre los guerreros micénicos hasta el final de la Edad del Bronce, mientras que la espada desempeñó un papel secundario en el combate. En este periodo las representaciones pictóricas atestiguan que vestían una túnica de lino de manga corta que llegaba hasta las rodillas o bien un faldellín sobre el que se colocaba una prenda de cuero, y que usaban diferentes tipos de calzado: sandalias y una especie de botas sujetas con cordones.
El papel exacto y la contribución de los carros de guerra en el campo de batalla es motivo de controversia. En general, parece que durante los primeros siglos (del xvi al xiv a. C.) los carros se usaron como vehículo de combate. Eran habitualmente ocupados por dos personas —un auriga y un guerrero—, pero hay representaciones que indican que también podía haber un único ocupante. El modo en el que eran usados en el campo de batalla es dudoso, ya que se desconoce si se ubicaban al frente del ejército, en las alas o en la retaguardia y tampoco se sabe con seguridad si su misión principal era combatir contra los carros enemigos u hostigar a la infantería pesada rival evitando chocar frontalmente contra ella. Los guerreros de los carros debían ir armados con una lanza y parece ser que también con una espada por si eran derribados. Algunos carros también llevaban arqueros. Es posible que a partir del siglo XIII a. C. su papel se limitara a un mero transporte en el campo de batalla.
Los guerreros montados a caballo también pueden haber formado parte de los ejércitos micénicos; sin embargo, su papel preciso no está claro debido a la escasez de datos arqueológicos, que se limitan a representaciones en cerámica de la última fase de la civilización micénica. En ellas de muestran a jinetes con elementos de protección en la parte superior del cuerpo o vestidos con túnicas. No se conservan representaciones que muestren las armas que portaban. Algunos autores creen que el desarrollo de la caballería en esta época tardía se habría producido porque la menor disponibilidad de recursos en este periodo habría hecho necesario la creación de vehículos de menor coste, pero otros opinan que la caballería nunca fue utilizada en el ejército micénico.

## Fortificaciones

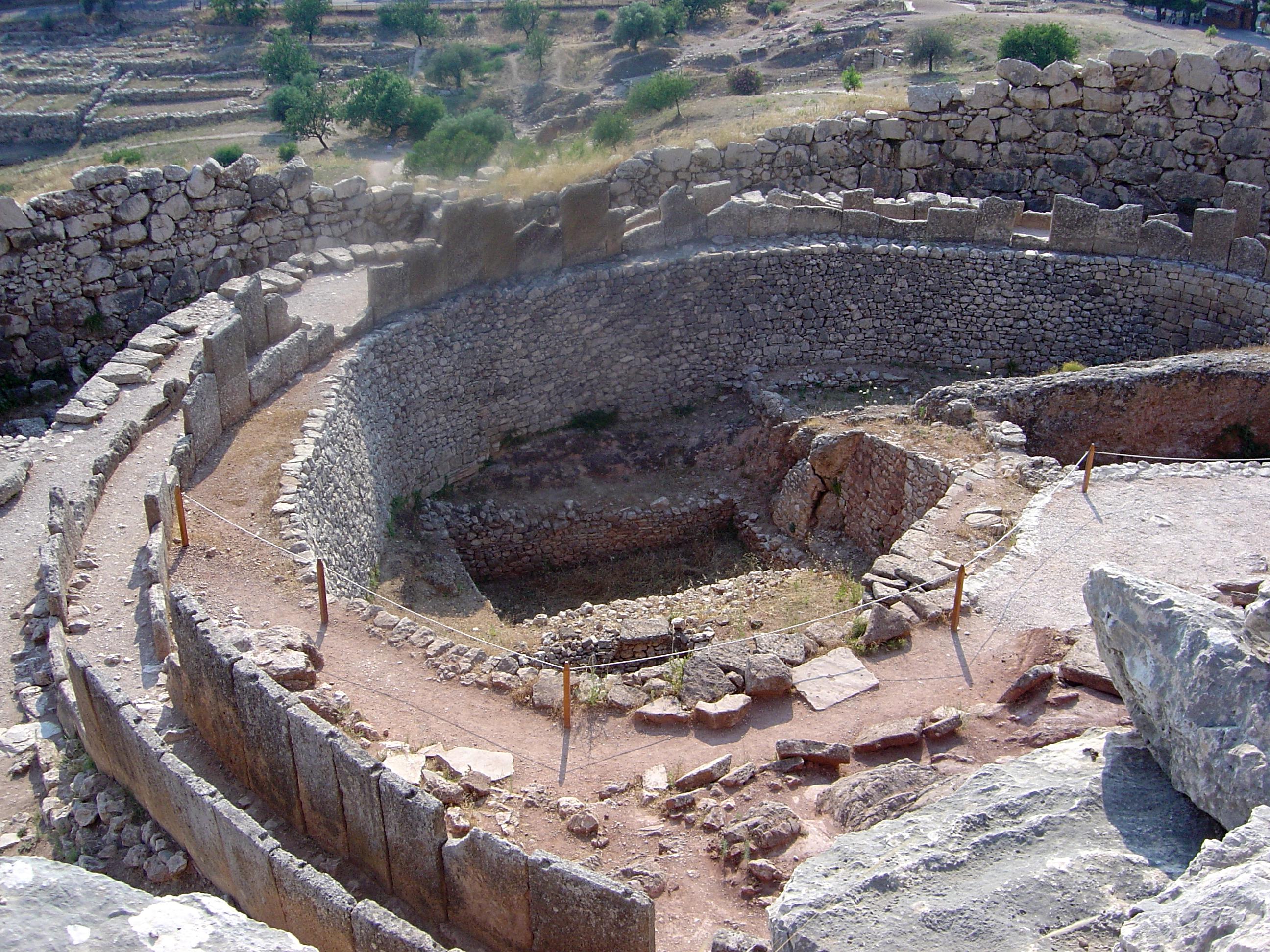
Recinto amurallado de Micenas.

En sus inicios, los palacios micénicos no estaban fortificados. La construcción de las primeras estructuras defensivas no se produjo hasta el siglo XIV a. C. A partir de entonces, algunos de los principales centros micénicos contaron con imponentes murallas, como Atenas, Tirinto, Micenas y Gla. Sin embargo, otros centros importantes como Pilos o Yolco no llegaron a estar nunca amurallados.
Los griegos micénicos apreciaron el simbolismo de la guerra tal como se expresa en la arquitectura defensiva, por lo que también pretendían el impacto visual de sus fortificaciones. Los paramentos se construían con aparejo ciclópeo, que consistía en muros levantados con grandes piedras, no labrados, que en algunos lugares llegaron a alcanzar más de 8 metros de grosor y que pesaban varias toneladas. El término ciclópeo fue acuñado por los griegos de la época clásica que creían que solo los gigantes míticos, los cíclopes, podrían haber construido tales estructuras megalíticas. Por otro lado, la mampostería de sillares solo se empleaba en las puertas y alrededor de ellas.

## Armamento

### Armas ofensivas

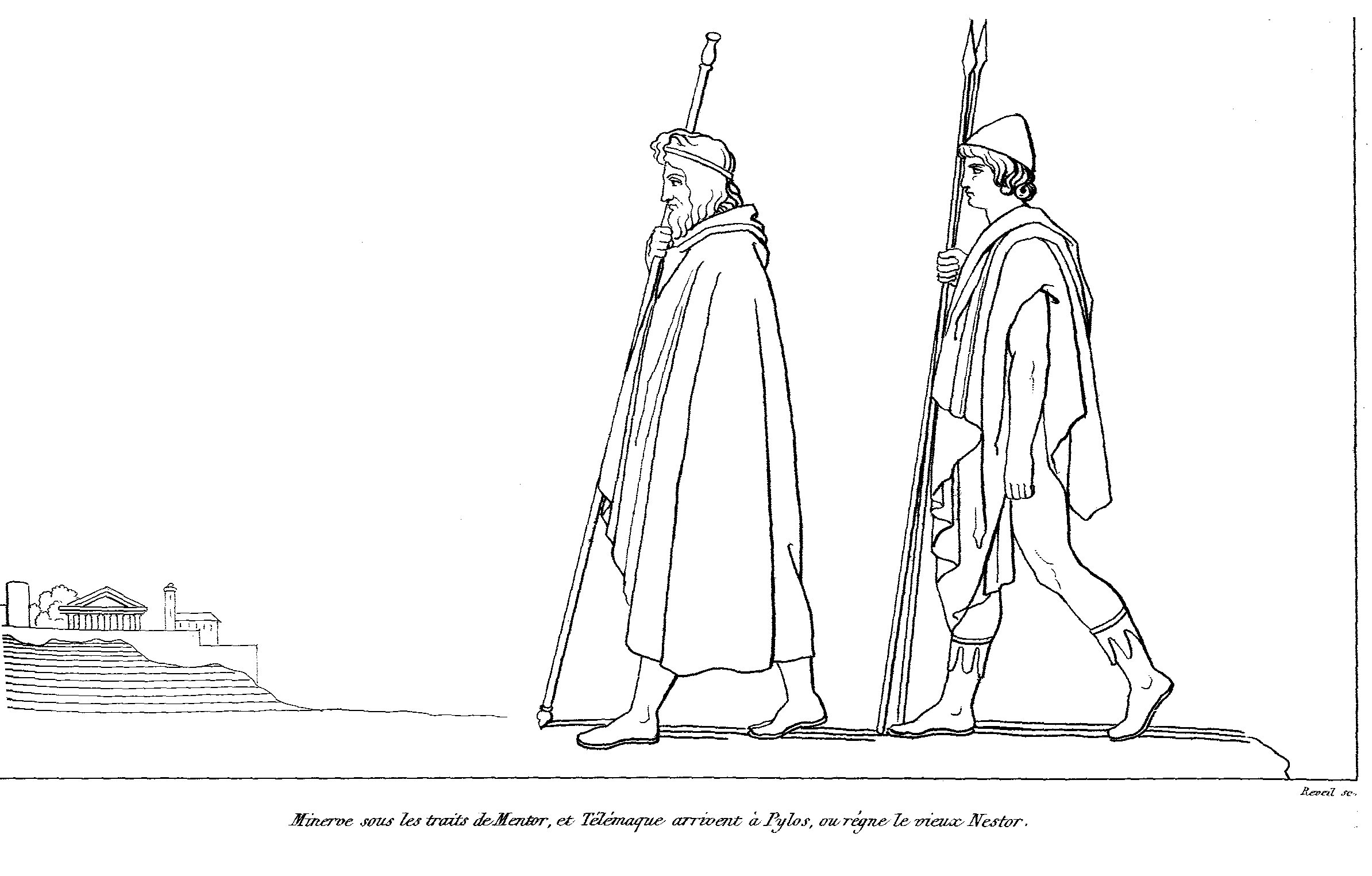
La persona de la derecha de la imagen porta dos lanzas largas.

#### Lanzas
Inicialmente, las lanzas eran largas y arrojadizas, de más de 3 metros de longitud, y tenían la punta forrada de bronce. Aunque menos comunes, también los guerreros blandían lanzas cuya longitud oscilaba entre 0,5 y un metro. Las representaciones en pinturas muestran que, para realizar un ataque, habitualmente se agarraban con las dos manos en una posición horizontal a la altura del hombro, aunque también aparecen algunas representaciones en las que se agarraban con una sola mano. En los siglos micénicos posteriores se adoptaron versiones más cortas, que normalmente se acompañaban con escudos de tipos pequeños, principalmente de forma circular. Estas pequeñas lanzas se utilizaban tanto para el combate cuerpo a cuerpo como para ser lanzadas.

#### Espadas y dagas

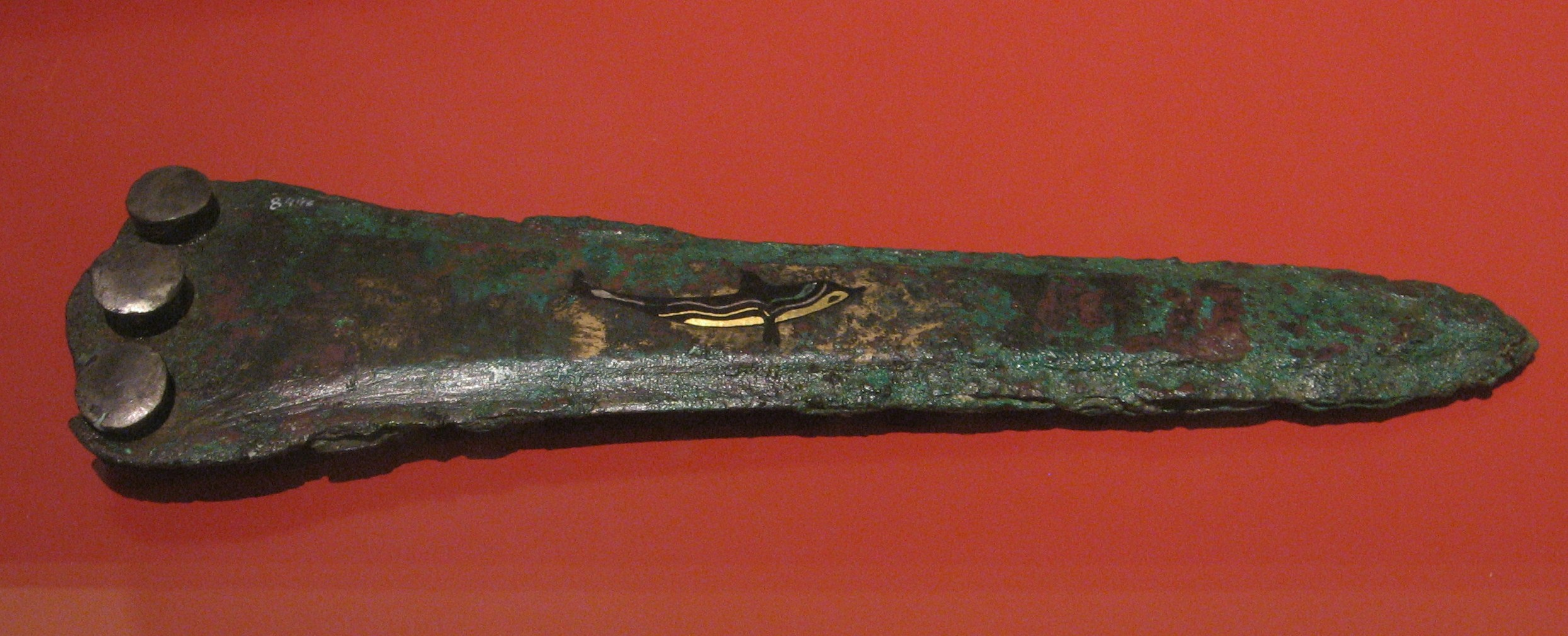
Daga micénica encontrada en la tumba XIV de Prosimna, del período Heládico Reciente II.

Las más primitivas espadas micénicas son las conocidas como de «tipo A». Surgieron hacia 1700 a. C., tenían un nervio central pronunciado que recorría la hoja, medían en torno a 1 metro y tenían espigas planas y estrechas. Su función principal era golpear, no cortar. Algo posteriores son otras espadas más cortas (entre 40 y 60 cm) y con espigas anchas y largas, que también tienen nervadura central y que se conocen como «tipo B».
A partir del siglo XVI a. C., aparecieron espadas de doble filo con punta redondeada, con una empuñadura que era una extensión de la hoja. Tenían 130 cm de largo y 3 cm de diámetro, pero sin nervadura central. En el siglo XV a. C., surgieron dos variantes de los tipos más primitivos que tenían empuñaduras más fuertes: la espada con cuernos y la espada cruciforme. Otro tipo, la espada de un solo filo, era una pieza sólida de bronce de entre 66 cm y 74 cm de longitud. Esta espada más corta se utilizaba probablemente para combates a corta distancia, pero también se ha sugerido que podría haber sido usada para sacrificios de animales. Se utilizó hasta aproximadamente el siglo XII a. C. Durante el siglo XIII a. C. aparecieron otros tipos de espadas con hojas más cortas, pero más sólidas y de mayor capacidad de corte. Junto a ellas llegó a la Grecia micénica, procedente de otras zonas de Europa, un nuevo tipo de espada, la Naue II. Esta espada también es llamada espada con lengüeta de agarre y tiene una gran capacidad de corte. En un fresco de hacia 1200 a. C. hallado en el palacio de Pilos está representado un guerrero con una espada de corte que podía cercenar un brazo.
Las espadas iban colocadas en vainas que se sujetaban al hombro mediante una correa. Por otra parte, a lo largo de todo el periodo micénico también se emplearon dagas o puñales.

#### Otras armas ofensivas
El arco se usaba en los campos de batalla ya desde un periodo temprano. Las puntas de flechas eran de bronce, de sílex o de obsidiana. Las primeras flechas eran más bien dardos, cuya punta era de pedernal. Posteriormente se emplearon unas de espiga fundida. Otras armas ofensivas que se utilizaban eran mazas, hachas, hondas y jabalinas.

### Armas defensivas

#### Escudos
Los ejércitos micénicos tempranos utilizaban grandes escudos que cubrían casi todo el cuerpo. Eran principalmente de dos tipos: «escudos de torre» (rectangulares) y «en forma de ocho». Con la introducción de la armadura de bronce, el de torre se utilizó menos, a pesar de que no se dejó de usar, tal como lo demuestra la iconografía. Los escudos en forma de 8 se convirtieron en el tipo más común de escudos micénicos. Estos dos tipos de escudos estaban hechos de mimbre sobre una estructura de madera, se cubrían con varias capas de cuero y en algunos casos se reforzaban con láminas de bronce. Se llevaban en el hombro mediante correas de manera que las manos quedaban liberadas. Contaban con un elemento saliente en la zona exterior central que podía ser usado como arma ofensiva. El escudo en forma de ocho tenía también aberturas laterales de las que no se conoce su función. Ambos tipos eran eficaces ante todo tipo de proyectiles y armas, pero su gran peso limitaba la movilidad del soldado.
Durante el periodo micénico tardío se adoptaron tipos de escudos más pequeños. O bien eran de una forma completamente circular, o casi circulares, con una parte cortada de la parte inferior. Estos estaban hechos con varias capas de cuero con un umbo de bronce y refuerzos. Solo ocasionalmente parecen haber sido hechos completamente de bronce.

#### Cascos
El tipo de casco micénico más común era el cónico reforzado con colmillos de jabalí. Este tipo se convirtió en la pieza de armadura micénica más identificable, desde el principio hasta el fin de la cultura micénica. Consistía en una gorra forrada con tiras de fieltro muy tirantes, con varias filas de colmillos de jabalí cortados en láminas rectangulares. A estas láminas se les hacían orificios en las esquinas para coserlas. Las tensas tiras dispuestas en abanico en el interior del casco le dotaban de rigidez y hacían que la parte superior fuera más gruesa que la de los lados. En la parte superior del casco se colocaba una pluma o una pieza en forma de nudo. Algunos de ellos llevaban protectores en las mejillas. Hacía falta matar 30 jabalíes por la fabricación de un casco de este tipo, y simbolizaba la traza en la caza de la persona que lo llevaba, además de sus habilidades como guerrero. Peter Connolly menciona que «en una cabeza de marfil de Micenas, aparece un casco de colmillos de jabalí recubierto con tiras de cuero que sobresalen por la parte posterior a modo de cubrenucas flexible».
También se usaban cascos hechos completamente de bronce, algunos de los cuales tenían grandes protecciones para las mejillas, probablemente cosidas o remachadas al casco, como también un nudo para aguantar un penacho. Se usaban pequeños agujeros en las protecciones y en la parte inferior del casco para la fijación del relleno interno. Durante la parte final del periodo micénico, se utilizaron un casco con cuernos hecho probablemente de tiras de cuero y otro tipo de casco cubierto con púas cortas.

#### Armaduras

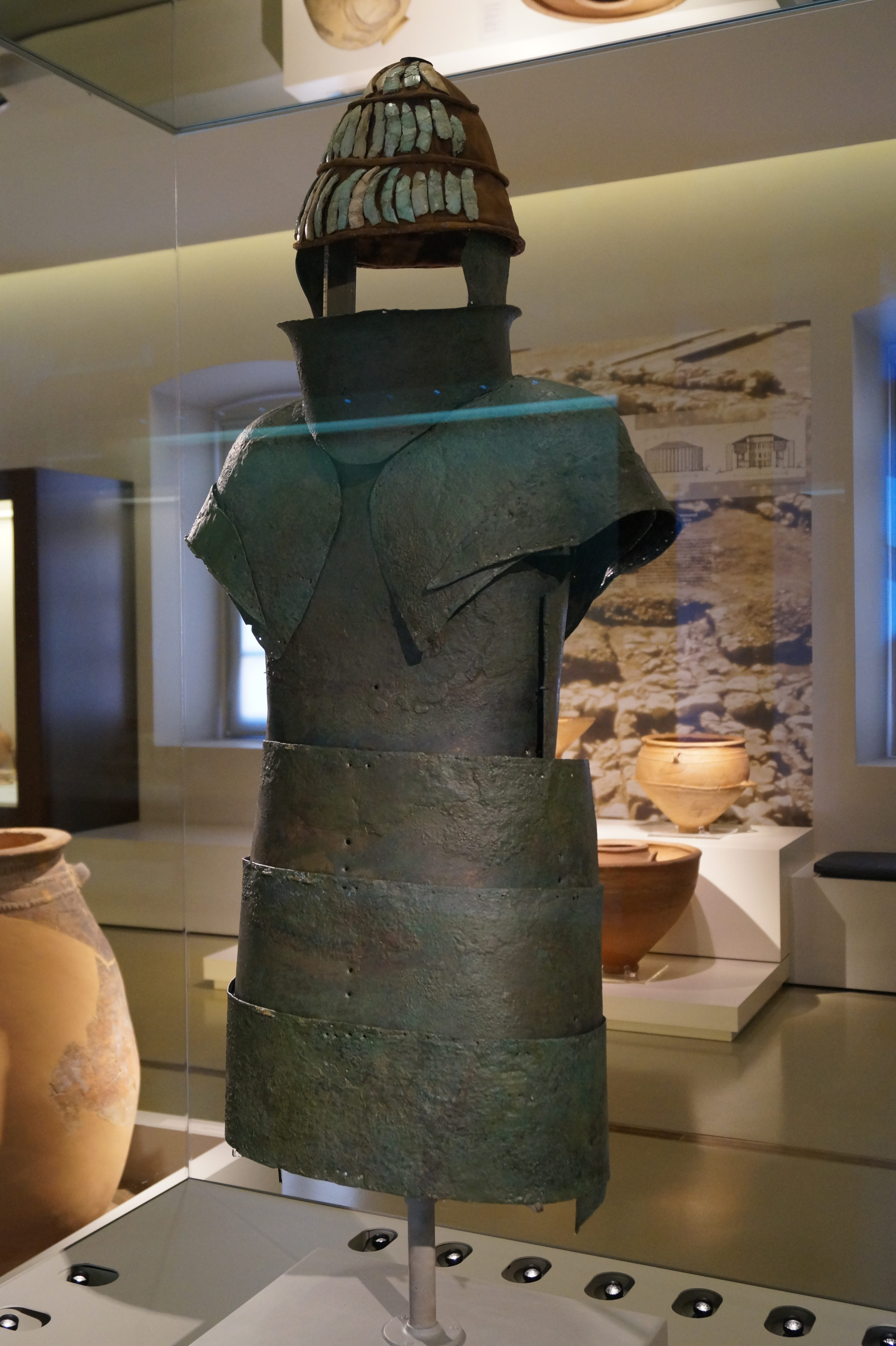
La panoplia de Dendra, del

Una armadura micénica singular que fue hallada en 1960 en excavaciones arqueológicas es la panoplia de Dendra (ca. 1450–1400 a. C.), que consta de varios elementos de bronce: coselete, peto, gorjal, hombreras, espaldar y una faldilla formada por varias piezas superpuestas. Las dos piezas principales, el peto y el espaldar, se unían en el lado izquierdo de la armadura mediante una charnela. La parte derecha del peto disponía de una presilla de bronce y otra similar en cada hombro. Estas encajaban en unas muescas del espaldar para unir la parte derecha y los hombros. A los hombros y los brazos se ajustaban unas guardas. De la cintura colgaban tres pares de planchas curvas para proteger los muslos.
El peso total de la armadura rondaba los 18 kg. Todas las piezas se fabricaban con bronce batido forrado de cuero. Había dos planchas triangulares sobre el peto, que se unían a las guardas mencionadas del espaldar, lo que confería más protección al pecho. Su apariencia incómoda y su peso sugiere que los guerreros que la llevaban habrían combatido sobre un carro, aunque hay autores que creen que habría sido utilizada en duelos y no en batallas y otros que estiman que debía ser bastante confortable como para ser utilizada tanto en el combate a pie como sobre un carro.
Se han hallado otros restos de armaduras en diversos asentamientos micénicos. Entre los hallados en Tebas (ca. 1350–1250 a. C.) hay protecciones de hombro más pequeñas que las de Dendra, con placas adicionales para proteger la parte superior de los brazos, enganchadas a la parte inferior de las protecciones de hombro.
El uso de armaduras de escamas es evidente durante los siglos micénicos finales, tal como se muestra en la iconografía y en hallazgos arqueológicos. En general, la mayor parte de características de la panoplia hoplita de la Grecia clásica ya se conocían en la Grecia micénica.

## Transportes

### Carros

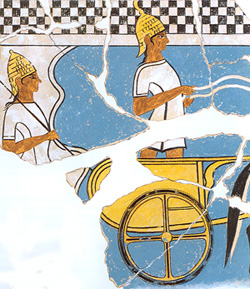
Representación de un carro en un fresco de Pilos, c. 1350 a. C. Las ruedas de los carros acostumbraban a ser de cuatro radios.

Pese a que existen muchas representaciones de carros, no se han hallado piezas reconocibles. En las pinturas además de las ruedas de cuatro radios, se muestran pértigas o lanzas de yunta central. 

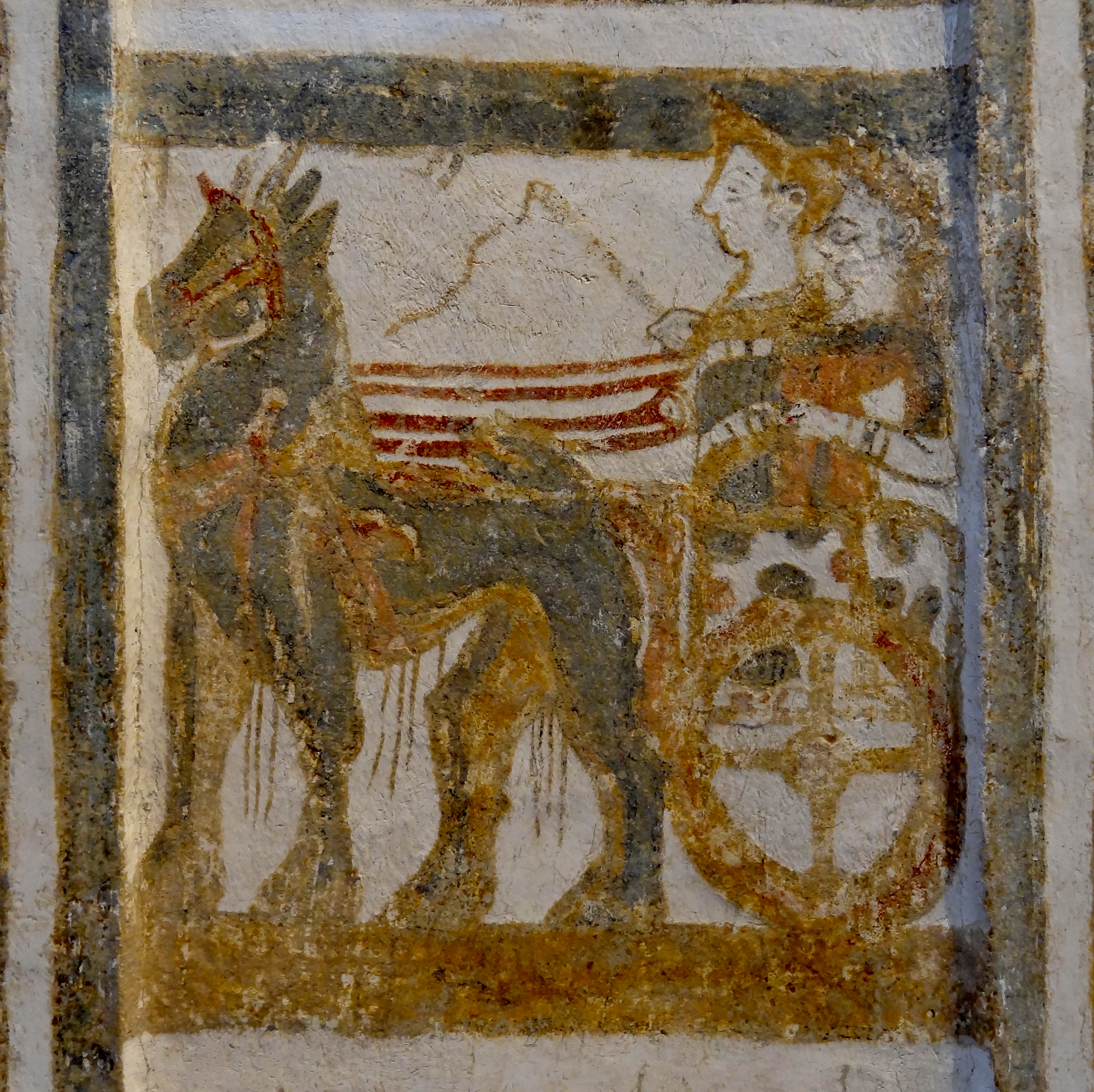
Carro forrado de piel en un sarcófago de Hagia Triada.

El carro tirado por dos caballos apareció en la Grecia continental como pronto durante el siglo XVI a. C. Los carros micénicos eran diferentes de los carros utilizados por potencias contemporáneas de Oriente Medio. Según los documentos en lineal B conservados, los territorios controlados por los palacios de Cnosos y Pilos tenían algunos centenares. Según Peter Connolly, en la armería de Cnosos se halló un inventario militar donde figuraban 340 cuerpos de carros y unos 1000 pares de ruedas.
En una tumba de Chipre está representado un carro de la época de la guerra de Troya con un tiro de dos caballos con mantas y orejeras. Peter Connolly afirma que el carro que aparece pintado en un sarcófago de Hagia Triada sugiere que se forraban con piel.
El tipo de carro micénico más común era el «carro dual», que apareció a mediados del siglo XV a. C. En el siglo XIV a. C., apareció una versión más ligera, el carro de raíl, el cual tenía una cabina abierta y probablemente se utilizaba como transporte para el campo de batalla más que para luchar.

### Barcos

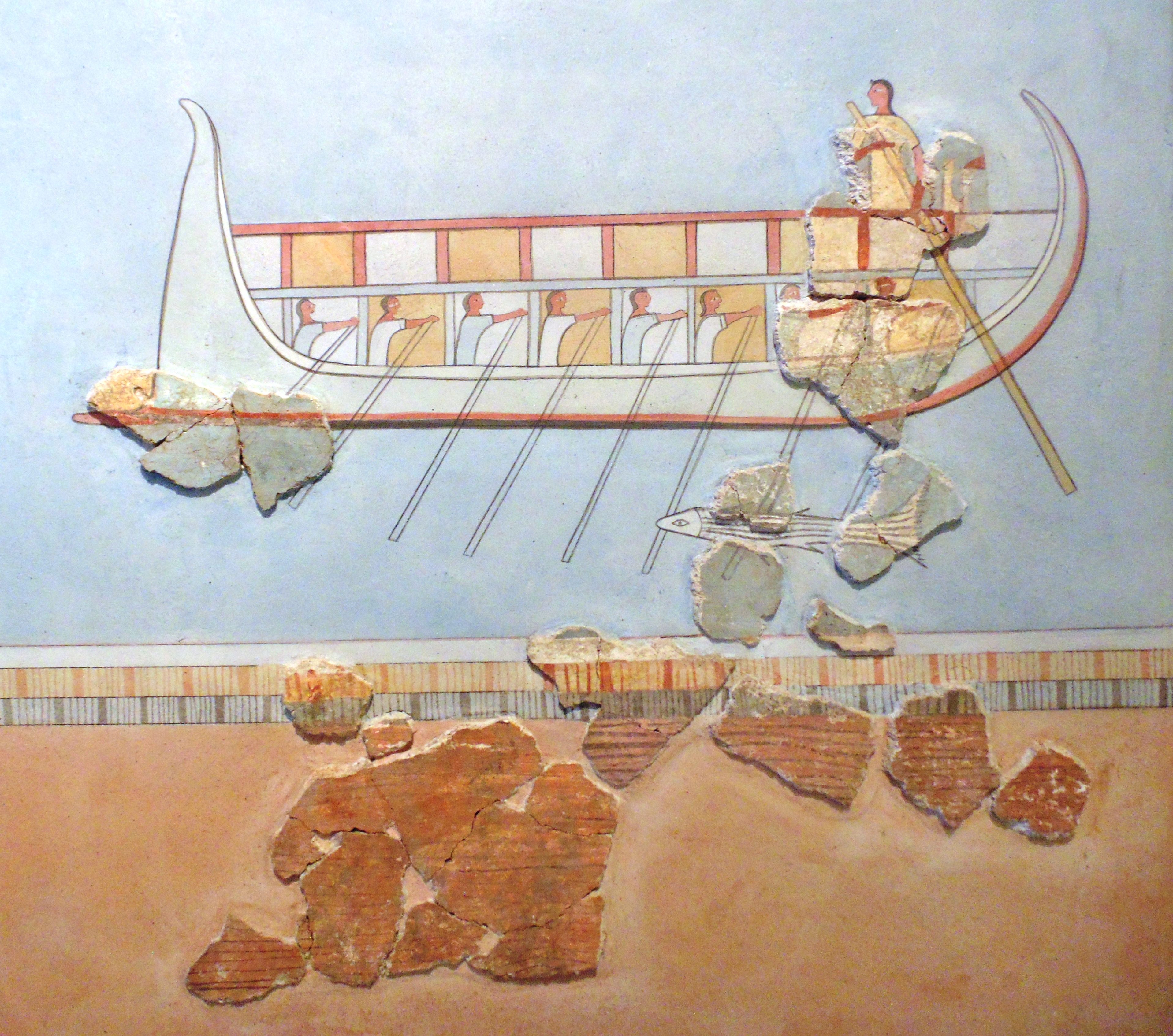
Fresco con un barco micénico expuesto en el Museo Arqueológico de Tebas.

Los barcos micénicos eran embarcaciones de poco calado que se podían atracar en bahías arenosas. Eran barcos de medidas diversas y tenían diferente número de remeros. El barco más grande probablemente tenía una tripulación de 42 a 46 remeros, con un timonel a cargo del timón de espadilla, un capitán, dos guardias y un grupo de guerreros.
El tipo más común de barco micénico, basándose en las descripciones del arte contemporáneo, era la galera con remos con un casco largo y estrecho. La forma del buque se construía adrede para maximizar el número de remeros. Así, se podía obtener una mayor velocidad independientemente de la fuerza del viento. A pesar de que tenía mástiles y velas, era menos eficiente que un velero. Aun así, la galera micénica ofrecía ciertas ventajas: a pesar de ser más ligera que el velero con remos de los minoicos de Creta, podía albergar más remeros. Su mecanismo de dirección era un timón de espadilla triangular, precursor del timón de dirección posterior de la Grecia arcaica.

## Campañas militares

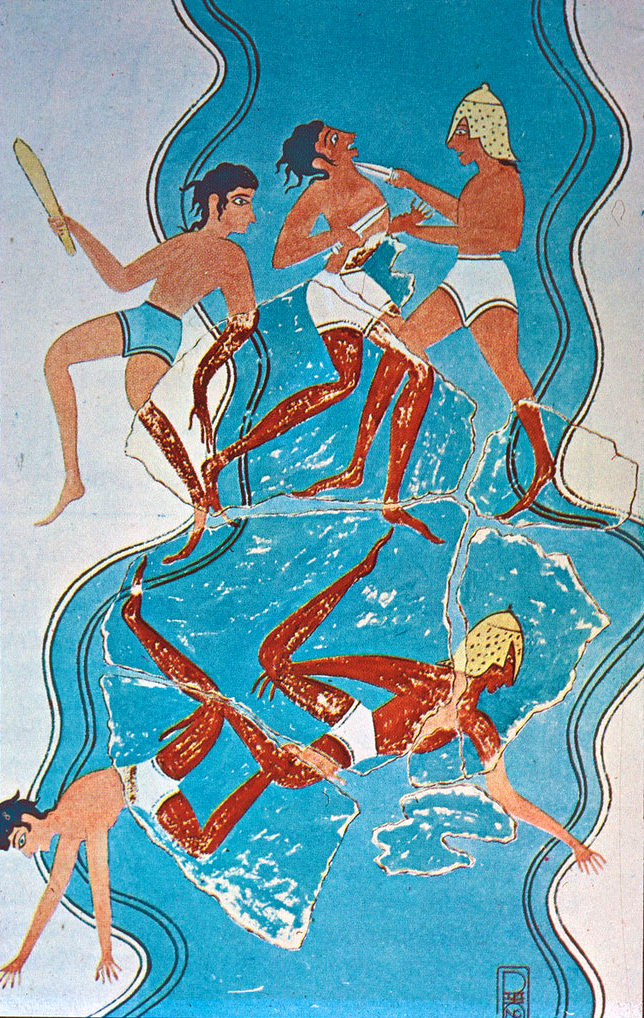
Fresco de escena de batalla del
palacio de Néstor en Pilos, datado en LH IIIB (c. 1300 a. C.). Reconstrucción en acuarela de Piet de Jong. Museo Arqueológico de Jora, Mesenia.

Después del colapso de la civilización minoica, los micénicos  se expandieron hacia las islas del Egeo y la costa de Anatolia. Los guerreros micénicos también se contrataban como mercenarios en ejércitos extranjeros, como en los del Egipto. La naturaleza belicosa de los micénicos probablemente fue un factor decisivo en sus relaciones diplomáticas con las otras potencias del final de la Edad del Bronce. En textos hititas de la época se habla de Ahhiyawa, una civilización —generalmente identificada con la Grecia micénica o una parte de ella— que fortalecía su posición en Anatolia occidental desde c. 1400 hasta c. 1220 a. C. 
Durante este periodo, los reyes de Ahhiyawa estaban al mismo nivel que los reyes hititas, tanto militar como diplomáticamente. En los documentos se menciona que la actividad de Ahhiyawa era interferir en los asuntos de Anatolia, ya fuera apoyando a alzamientos antihititas o a través de dirigentes locales vasallos que estaban bajo la influencia del rey de Ahhiyawa.
Alrededor del 1400 a. C., Attarsiya (posible traducción hitita de Atreo) lanzó una campaña encabezada por carros de guerra y atacó regiones bajo influencia hitita. Más adelante, Attarsiya invadió la isla de Alasiya (Chipre) junto con aliados suyos de Anatolia. Las fuerzas invasoras controlaron la isla después de derrocar a las autoridades hititas locales. Las campañas de Attarsiya representan la primera actividad militar micénica contra los hititas de la cual se tiene constancia. La confrontación entre tropas hititas y de Ahhiyawa en Wilusa en el siglo XIII a. C., topónimo hitita para referirse a Troya, podría dotar de fundamento histórico a la tradición de la guerra de Troya.
Hacia 1250 a. C. la primera ola de destrucción está atestiguada en varios centros en la Grecia continental por razones que no pueden ser identificadas por los arqueólogos. Estos incidentes parecen haber desencadenado la potenciación y la expansión masiva de fortificaciones en varios lugares. En algunos casos, también se adaptaron las estructuras para la creación de pasadizos subterráneos que condujeran a cisternas subterráneas. Sin embargo, ninguna de estas medidas parece haber evitado la destrucción final de los centros palaciales micénicos en el siglo XII a. C. Las razones que condujeron al derrumbe de la cultura micénica han sido muy debatidas entre los estudiosos. Las teorías más comunes son los movimientos de población —invasión de los dorios desde regiones del norte de Grecia o incursiones de los denominados «Pueblos del Mar»— y los conflictos internos.

## Legado
Después de la caída de la Grecia micénica se entró en un periodo oscuro. Los griegos perdieron el contacto con otras civilizaciones avanzadas de la época, cosa que hizo que el equipamiento militar casi no se mejorara y que evolucionara separadamente. Así pues, el legado micénico llegó a la Grecia clásica.
Las batallas siguieron sin ser coordinadas, sin tácticas ni formaciones. Los carros se usaron menos, y la infantería ganó protagonismo. En cuanto a las armas, las espadas se fueron acortando y las armaduras se hicieron de hierro. Los escudos «en forma de ocho» dieron paso a escudos circulares más pequeños.
En las epopeyas Ilíada y Odisea, Homero describe la guerra de la época micénica. Esta etapa de la historia de Grecia se consideraba un periodo de héroes-guerreros, que lideraron varias campañas militares en Grecia y en las áreas adyacentes. La imagen de los griegos micénicos en las obras homéricas es de personas beligerantes y de una élite guerrera para quien el honor era el valor más importante.
Aun así, la exactitud de sus descripciones es discutida porque el autor nació varios siglos después del final de la civilización micénica y se desconocerían buena parte de los datos sobre los ejércitos micénicos. Homero explica las batallas del periodo más antiguo que conocía, alrededor de un siglo antes de su nacimiento y añade descripciones de piezas descubiertas. Así, en sus epopeyas aparecen cascos de colmillos de jabalí y el uso de carros, a pesar de que ciertas descripciones difieren de la historiografía y de la arqueología.